# Virginia Yarur
Virginia Yarur Ready (Santiago, Chile; 14 de diciembre de 1966) es una jinete chilena que compite en la modalidad de doma.
Ha competido en cuatro Juegos Panamericanos (1995, 2011, 2015 y 2019).
Consiguió la medalla de bronce en los Juegos Suramericanos de 2014 y representó a Chile en los Juegos Olímpicos de Tokio 2020. 

## Trayectoria
Debido al gusto de su madre por los caballos y la equitación, Virginia ingresó a clases de equitación junto a su hermana a los 4 años. Hasta los 18 años practicó en la modalidad de salto ecuestre, desde entonces se adentró en la modalidad de adiestramiento, la cual practica hasta el día de hoy.
En 1995 se clasificó a los Juegos Panamericanos por primera vez, después de más de un quindenio ausente en esta competición se volvió a clasificar en Guadalajara 2011.
Ganó la medalla de bronce en los Juegos Suramericanos de 2014 en la competición de adiestramientos por equipos. Al año siguiente se clasificó a los Juegos Panamericanos de 2015. En 2018 ganó la medalla de oro en Fei Prix St Georges y una medalla de plata en  Fer Inter I. En 2019 logró clasificarse a los Juegos Panamericanos de 2019.
En el 2021, Virginia consiguió clasificarse a los Juegos Olímpicos de Tokio 2020, siendo su primera participación en la cita olímpica. Debido a esto, Virginia se convirtió en la primera mujer chilena en participar en las pruebas de equitación en los Juegos Olímpicos. En su participación en los Juegos Olímpicos de Tokio 2020 obtuvo 66.227 puntos, quedando en la posición número 46 de la tabla general de doma individual.